# Purgatorio - Canto diciannovesimo

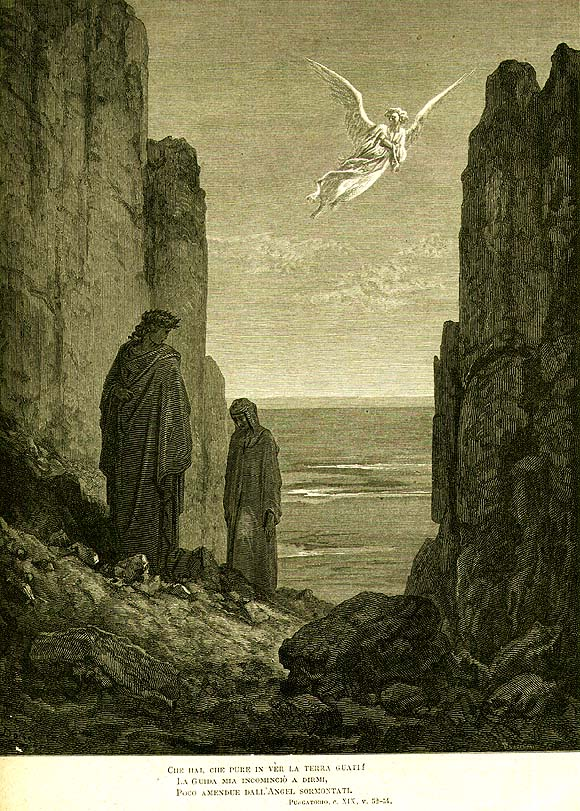
L'angelo della sollecitudine, illustrazione di Gustave Doré

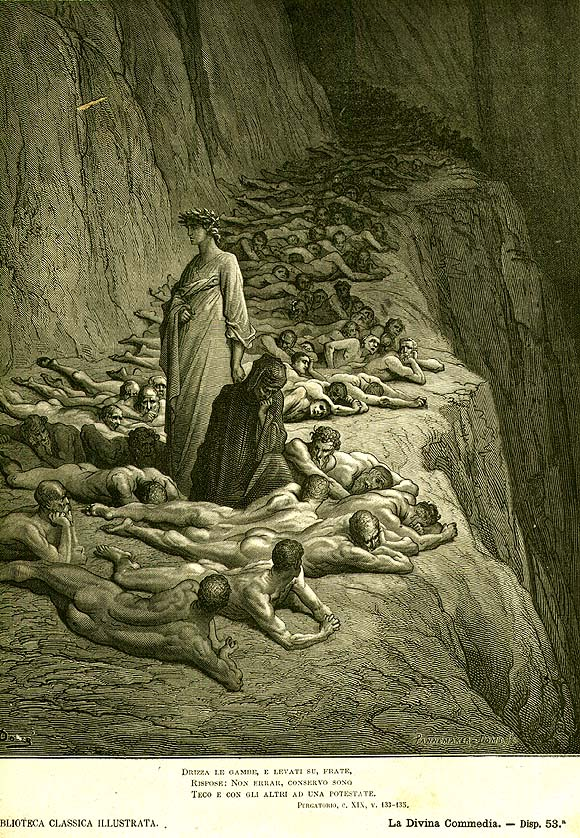
Gli avari, illustrazione di Doré

Il canto diciannovesimo del Purgatorio di Dante Alighieri si svolge sulla quarta e sulla quinta cornice, ove espiano rispettivamente le anime degli accidiosi e quelle degli avari e prodighi; siamo nel mattino del 12 aprile 1300, o secondo altri commentatori del 29 marzo 1300.

## Incipit
(Anonimo commentatore dantesco del XIV secolo)

## Temi e contenuti

### Sogno di Dante: la femmina balba - versi 1-33
Poco prima dell'alba (nel tempo cioè in cui secondo la tradizione i sogni sono veritieri), Dante vede apparirgli in sogno una donna balbuziente, strabica, sciancata, con le mani ridotte a moncherini, e pallida. Mentre Dante l'osserva, avviene, per opera del suo stesso sguardo, una trasformazione: la lingua della donna si scioglie, il corpo non è più deforme, il colorito diventa attraente. Poi ella comincia a cantare in modo affascinante: "Io sono, dice, la sirena che allontana i naviganti dalla loro rotta, come feci con Ulisse. Chi si abitua a stare con me, di rado poi si allontana". Non ha ancora finito di cantare che presso Dante appare un'altra donna in atteggiamento sollecito e virtuoso, per sopraffare l'altra. Dante - sempre nel sogno - invoca Virgilio chiedendogli spiegazione, e quello, fissando continuamente la donna onesta, squarcia le vesti dell'altra e ne mostra il ventre, marcio e puzzolente al punto che Dante si sveglia.

### L'angelo della sollecitudine - vv. 34-51
Al risveglio di Dante, Virgilio commenta di averlo chiamato tre volte e lo esorta ad alzarsi per riprendere il cammino verso il passaggio al girone successivo. Il sole è già alto e splende alle spalle dei due viandanti (che camminano in direzione di ponente). Dante cammina pensieroso, a capo chino, quando ode l'invito benevolo e dolce oltre ogni voce umana: "Venite; qui si varca". La voce è quella dell'angelo che col cenno delle ali aperte indirizza i due verso uno stretto passaggio nella roccia. Quindi l'angelo cancella con l'ala la P del peccato di Dante ripetendo la beatitudine che riguarda coloro che piangono e che saranno consolati.

### Spiegazione del sogno - vv. 52-69
Ora Virgilio chiede a Dante il perché del suo atteggiamento pensoso; Dante risponde che ne è causa la recente visione. Virgilio spiega che la donna è "quell'antica strega" che rappresenta i peccati puniti nella parte superiore del Purgatorio, ovvero quelli causati da un eccesso di desiderio per i beni terreni; aggiunge che Dante nel sogno ha visto come ci si libera da essa grazie alla temperanza. Sia dunque deciso nel rivolgere al cielo (e non ai beni terreni) il suo animo. Dante fa come il falco che prima guarda a lungo a terra, poi, al richiamo del falconiere, si slancia in alto in cerca di preda; così egli percorre velocemente la scala nella roccia fino all'ingresso nel quinto girone.

### Gli avari - vv. 70-87
Appena entrato nel quinto girone, Dante vede una folla di anime, bocconi a terra, che tra lacrime e sospiri dicono a fatica, con le parole del Salmo CXIX, "la mia anima ha aderito al suolo". Virgilio con accenti di compassione e speranza chiede consiglio sulla via da percorrere. Un'anima risponde che devono tenere il proprio fianco destro verso l'esterno. Dante individua l'anima da cui proviene la voce e chiede a Virgilio il permesso di avvicinarsi.

### Adriano V - vv. 88-145

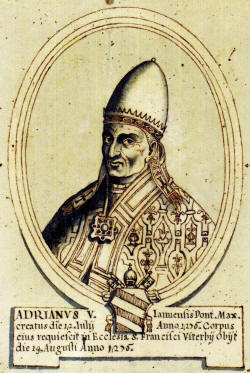
Papa Adriano V

Dante si rivolge quindi a chi ha parlato chiedendo perché queste anime siano distese bocconi, chi egli sia e se vuole che Dante tornato in terra faccia qualcosa per lui. L'anima risponde prima di tutto che egli è stato un papa (ed usa la solenne espressione latina, v.99). Indica poi la sua origine ligure (è della casata dei Fieschi di Lavagna) e precisa che il suo pontificato durò poco più di un mese, ma il periodo così breve bastò a fargli capire quanto sia pesante l'incarico del "gran manto" e quanto fossero fallaci le ambizioni che l'avevano guidato fino a quel momento. Nella vita terrena non poteva esserci traguardo più alto, eppure questo non placava i desideri: ecco l'origine della tardiva conversione del papa Adriano V. Egli riconosce che fino a quel punto la sua anima, piena di avarizia, era lontana da Dio; ora sta scontando la pena degli avari. Essi in vita non si sono levati in alto con lo sguardo e l'animo; così ora - per contrappasso - sono distesi col volto verso terra. Come l'avarizia impedì loro di compiere azioni buone, così ora sono legati mani e piedi.
Dante nel rendersi conto di avere dinanzi a sé un papa si è inginocchiato, ma non appena, dal suono della sua voce, il papa si accorge di questo atto d'ossequio, subito lo rimprovera e lo esorta a rialzarsi: sono fratelli, insieme sottoposti a un unico potere. Cita a conferma delle sue parole la frase del Vangelo di Matteo "nella resurrezione né gli uomini avranno moglie né le donne marito (neque nubent neque nubentur) ma saranno come gli angeli di Dio in cielo". Invita quindi Dante a procedere, perché il suo sostare qui rallenta la giusta penitenza che il papa deve sostenere. Ricorda infine l'ultima nipote che prega per lui, Alagia, moglie di Moroello Malaspina, buona d'indole, se non verrà guastata dal cattivo esempio degli altri familiari.

## Analisi
La prima parte del canto è occupata dal racconto di un sogno, che, come gli altri due sogni di Dante (canto IX e canto XXVII), segna un punto di particolare importanza nella cantica.
Esso, nella sua articolazione complessa, si riferisce ai peccati dei quali si purificano le anime che Dante incontrerà da ora in poi (siamo alle soglie della quinta cornice del Purgatorio), ovvero a peccati che consistono, in forme diverse, nell'eccesso di attaccamento ai beni terreni, come ha spiegato Virgilio nel canto XVII. Questo eccesso nasce dall'attenzione stessa dell'uomo che trasforma in parvenze piene di fascino delle realtà di per sé negative e rivoltanti. (Il tema è approfondito nel canto XVI del Paradiso). Ma la filosofia illuminata dalla grazia divina (la "donna santa e presta") riesce a svelare le brutture nascoste sotto l'apparenza ammaliante. Occorre dunque, secondo l'invito di Virgilio, rivolgere lo sguardo verso il cielo.
Non verso il cielo ma verso terra è invece rivolto lo sguardo delle anime  che Dante vede al suo ingresso nel quinto girone; la loro preghiera (Adhaesit pavimento anima mea, v. 73) e la pena di contrappasso esprimono in modo letterale la condizione di questi peccatori (avari e prodighi). L'incontro con il papa Adriano V permette a Dante di riprendere il tema dell'avarizia e avidità degli uomini di Chiesa, in evidente simmetria con il canto XIX dell'Inferno. Ma qui il papa pentito ed espiante  conclude il colloquio richiamando Dante alla comune condizione umana, al di là delle dignità terrene.